# 석영훈
석영훈(1995년 12월 30일 ~ )은 대한민국의 배우이다.

## 출연작

### 영화
- 《스웨그》 (2020년) - 레퍼 포크 역
- 《크게 될 놈》 (2019년) - 교도소 재소자들 역

### 드라마
- 《사랑병도 반환이 되나요》 (2019년, 웹드라마)
- 《독고 리와인드》 (2018년, 웹드라마)

### 광고
- 알바몬 - 이 알바의 테크닉. 리스펙편 (2020년)  링크
- 딩고뷰티 - 슈에무라 클렌징 오일 (2018년)  링크